# Jakob Lukas Schabelitz
Jakob Lukas "Jacques" Schabelitz (* 10. März 1827 in Basel; † 28. Januar 1899 in Zürich) war ein Schweizer Verleger.

## Leben und Wirken
Jakob Lukas Schabelitz war der einzige Sohn des Buchdruckers und Buchhändlers Jakob Christian Schabelitz in Basel, der mit dem Künstler Johann Friedrich Mähly (1805–1848) auch einen Verlag führte. Dieser schloss sich der radikalen Partei an, gründete 1842 zusammen mit Karl Brenner die National-Zeitung und wurde später Mitglied des Grossen Rates. Jakob Lukas besuchte in Basel das Gymnasium, darauf folgte bei Sauerländer in Aarau die Ausbildung zum Buchdrucker. 1845 beteiligte er sich am zweiten Freischarenzug, im Wintersemester 1845/1846 besuchte er an der Basler Universität Vorlesungen in verschiedenen Fächern.
Vom Mai 1845 bis Anfang November 1848 lebte Schabelitz in London, arbeitete in Druckereien und bewegte sich in den Kreisen politischer Flüchtlinge aus Deutschland. Er schrieb Beiträge für die Deutsche Londoner Zeitung und die Deutsche-Brüsseler-Zeitung, war Mitglied im Bund der Kommunisten und des Londoner Arbeiter-Bildungsvereins. Er traf mit Karl Marx und Friedrich Engels zusammen, Ferdinand Freiligrath wurde sein Freund. Nach seiner Heimkehr arbeitete er in Basel im väterlichen Geschäft mit, welches er 1852 übernahm, und wirkte auch weiter als radikaler Publizist.
Nachdem die Neue Rheinische Zeitung eingestellt worden war, stand Schabelitz in konkreten Verhandlungen mit Engels und Karl Marx, die Zeitung neu herauszugeben. 1852 druckte er Marx’ Enthüllungen über den Kölner Kommunisten-Prozeß in einer Auflage von 2.000 Exemplaren, die jedoch bei der Auslieferung nach Deutschland beschlagnahmt wurden.
1854 zog Schabelitz nach Zürich und eröffnete dort eine Buchhandlung. 1856 heiratete er Marie Hintermeister aus Winterthur. Während er seine journalistische Tätigkeit aufgab und auch keine politischen Ämter anstrebte, begann er eigene Bücher zu verlegen und seit spätestens 1867 auch selber zu drucken. Sein Verlags-Magazin war im Programm vielfältig und etwas beliebig, doch blieb er seinen alten Überzeugungen darin treu, dass er viele Schriften annahm, welche andernorts nicht erscheinen konnten oder durften. So wurde sein Verlag zu einem der bekanntesten Publikationsorte für oppositionelle Deutsche, die im eigenen Land der Zensur unterworfen waren. Bei Schabelitz erschienen vor allem auch politische Schriften, darunter solche von Friedrich Engels und August Bebel. In den 1880er- und 1890er-Jahren förderte er zudem die Literatur des Naturalismus und der Avantgarde. Zu den bekanntesten Schriftstellern seines Verlages gehörten Hermann Bahr, Arno Holz, Oskar Panizza, Bertha von Suttner und Frank Wedekind. Da etliche von Schabelitz verlegte Bücher in Deutschland verboten waren und viele der von ihm geförderten Autoren zu renommierteren Verlagen wechselten, sobald sich Erfolg einstellte, hatte der mutige Verleger nur geringen wirtschaftlichen Erfolg. Nach seinem Tod erlosch der Verlag.